# 巨花魔芋
巨花魔芋（學名：Amorphophallus titanum），又名屍花、泰坦魔芋，是天南星科魔芋屬植物。
巨花魔芋具有世界上最大的不分支花序；還有世界最高的花，貝葉棕具有世界最大的花序；世界上最大的花朵则为大花草的花。巨花魔芋的印尼文名稱叫做，意为「花」，意为「屍體」，巨花魔芋在開花的時候會散發一股類似屍臭的味道，因此又有「屍花」的別名。在印尼，同樣的名稱也用來稱呼大花草，因為大花草開花時也會散發類似的氣味。大花草和巨花魔芋一樣，原生地都为印尼的苏门答腊热带雨林。

## 花序
巨花魔芋的花序可以高達三米以上。花序与斑葉疆南星及馬蹄蓮等同科植物一樣，都为肉穗花序，單性花，著生在肉質的花序軸上，花序外面由一片類似花瓣的佛焰苞片所包圍住。雄花和雌花生長在同一花序上，雌花會先開花，經過一二天後，雄花才會開花。同一植株的雌花和雄花不在同一時間一起開花，是為了防止自花授粉。花序會散發出類似腐肉的味道，這種味道會吸引以腐肉為食的甲蟲及肉蠅科的蠅類來替它授粉。

## 生長
巨花魔芋會先開花後長葉，當花凋謝後，會由生長在地底的球莖上長出一片葉子，這片葉子很大，可以長到六米高，五米寬，近似于一棵小樹。葉柄綠色，似樹幹，在葉柄的頂端會分叉為三個分枝，每個分枝上著生有許多小葉。當生長季結束，地底的球莖儲存到足夠的能量後，老葉會萎凋掉落，球莖進入休眠期，大約會休眠四個月左右。

## 栽培
野生的巨花魔芋只生長在印尼蘇門答臘的熱帶雨林裡。最早發現這種植物的科學家，是義大利的植物學家奥多阿尔多·贝卡利，1878年他在蘇門答臘首次发现了這種植物。巨花魔芋在野生的狀態下本來就不常開花，而在人工栽培的環境下會開花的個體就更加稀少。1889年，英國倫敦皇家植物園栽培的巨花魔芋第一次開花，這是人工栽培開花的第一次記錄，自此以後又有約六十次的開花記錄。紐約植物園栽培的巨花魔芋，分別在1937年和1939年這兩年開花。這是在美國境內最早的開花記錄。人工栽培的巨花魔芋數量已經逐漸變多，使得巨花魔芋不再是稀有罕見的植物。在世界各地的植物園裡，每一年大概都會有五件關於巨花魔芋開花的相關報導。

## 世界紀錄
2003年，德國波恩植物園所種植的巨花魔芋开出了高2.74米的花序，成為全世界花最高的栽培植物，并記錄在金氏世界紀錄中。
2005年10月20日，位於德國的威廉瑪動物園巨花魔芋开出了高2.91米的花序，打破了先前由波恩植物園所創下的記錄。
2010年6月18日，美國新罕布夏州吉福德郡的溫尼佩紹基蘭園（Winnipesaukee Orchids）展出了一株由路易斯·理查德埃羅（Louis Ricciardiello）所種植的巨花魔芋，這株巨花魔芋高達3.1公尺，打破了先前的記錄成為金氏世界紀錄中最高的花。

## 圖片集

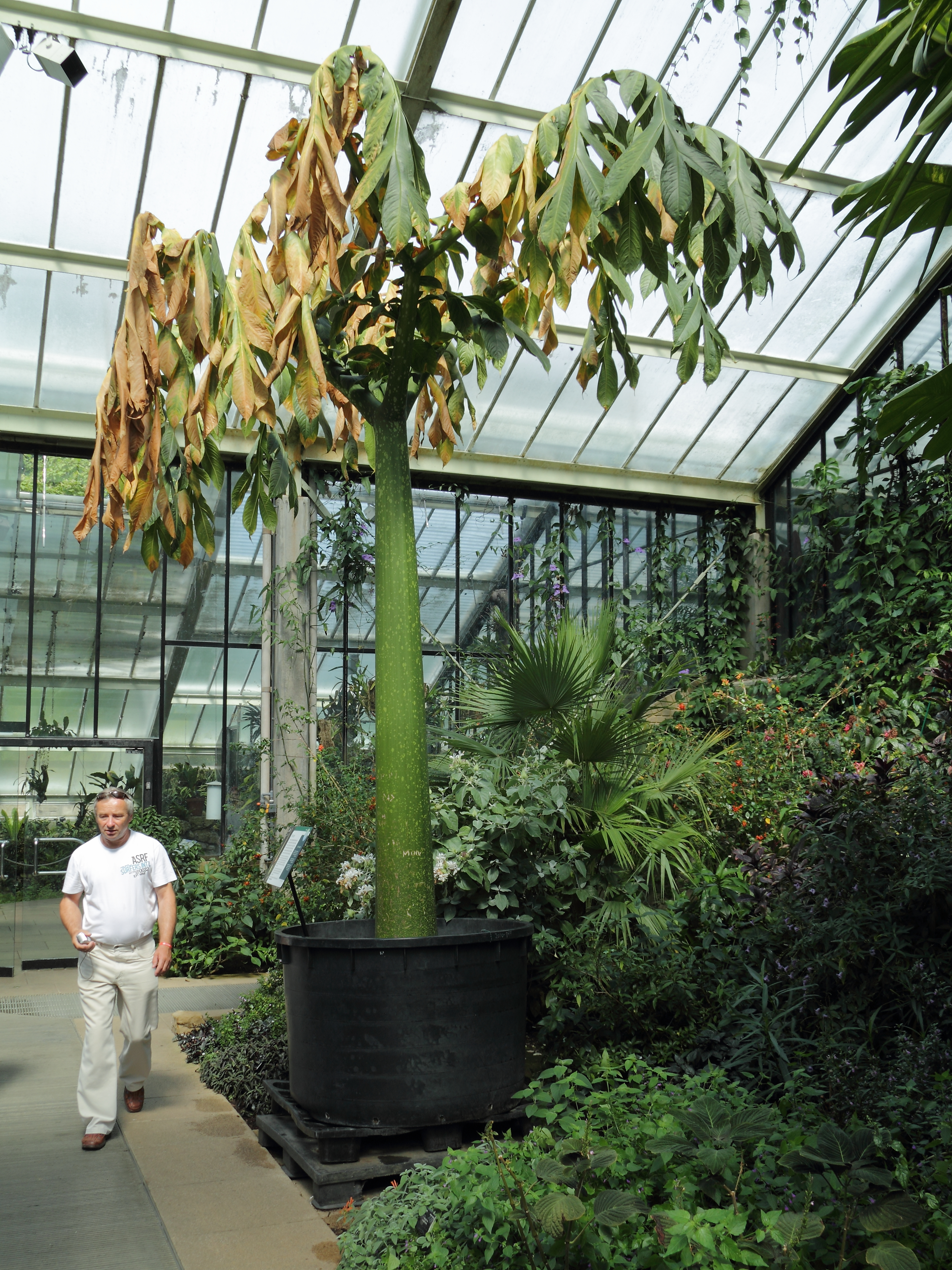
巨花魔芋的葉子。
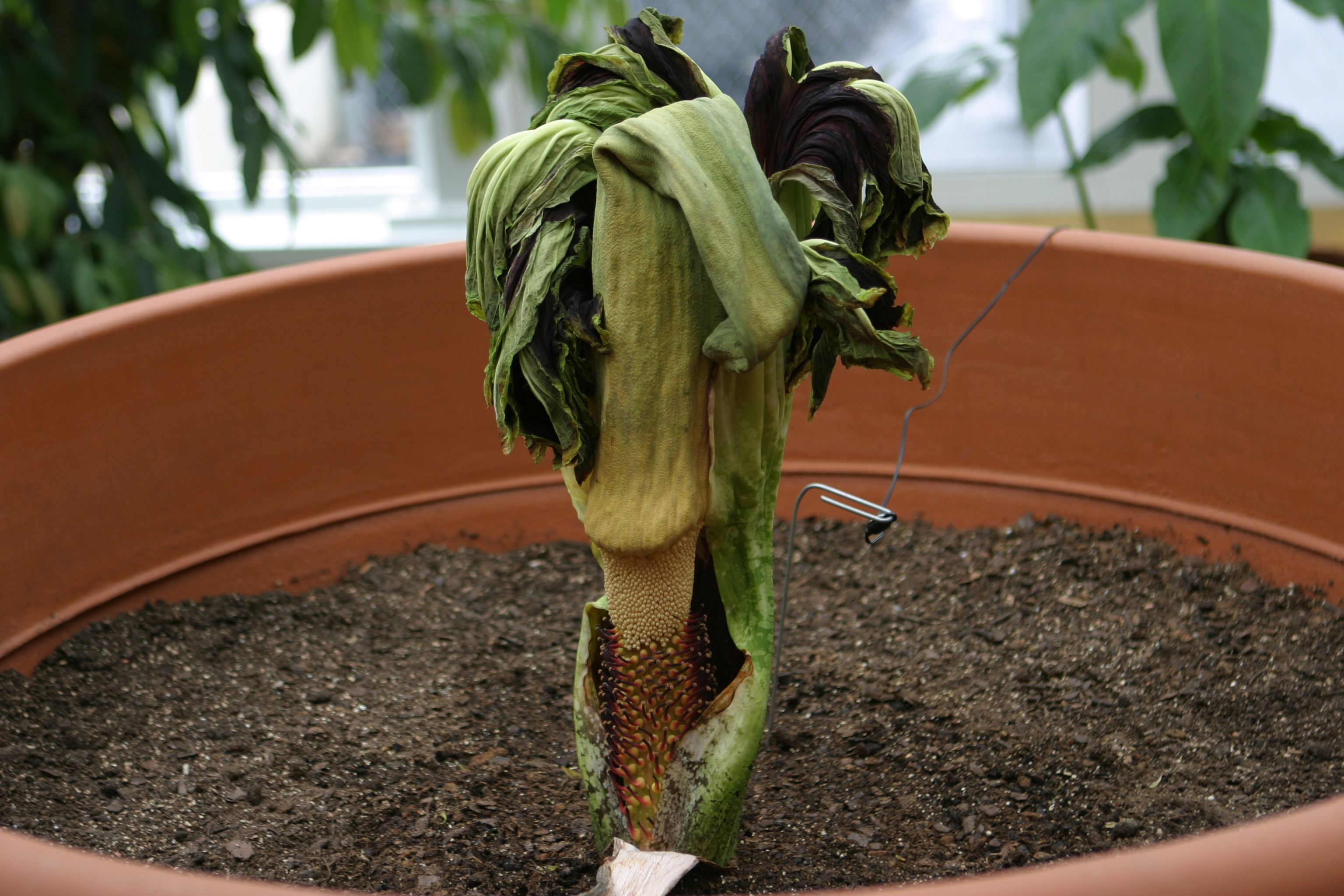
在開花後，佛焰花序底部露出雄花與雌花。
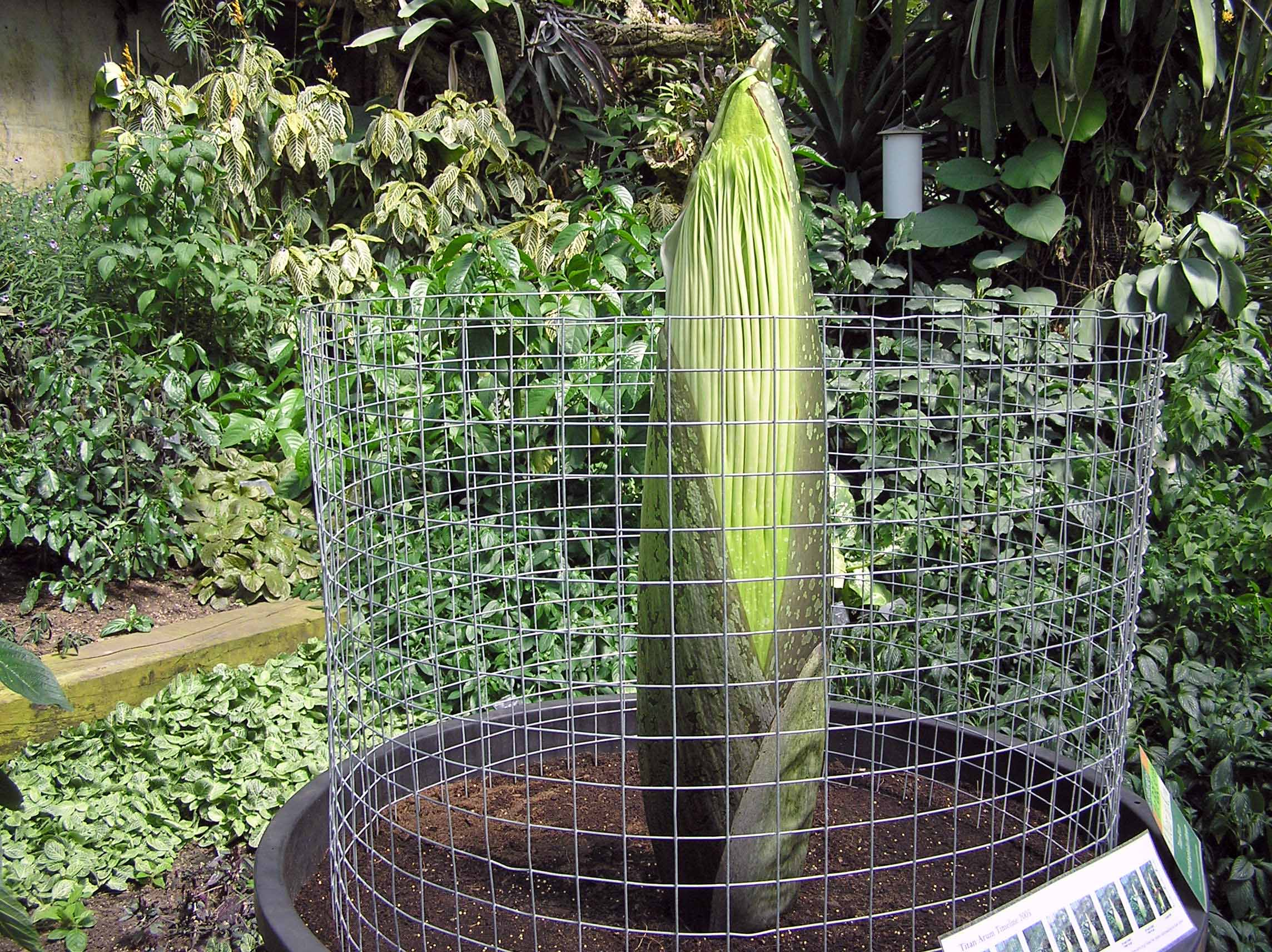
花苞。
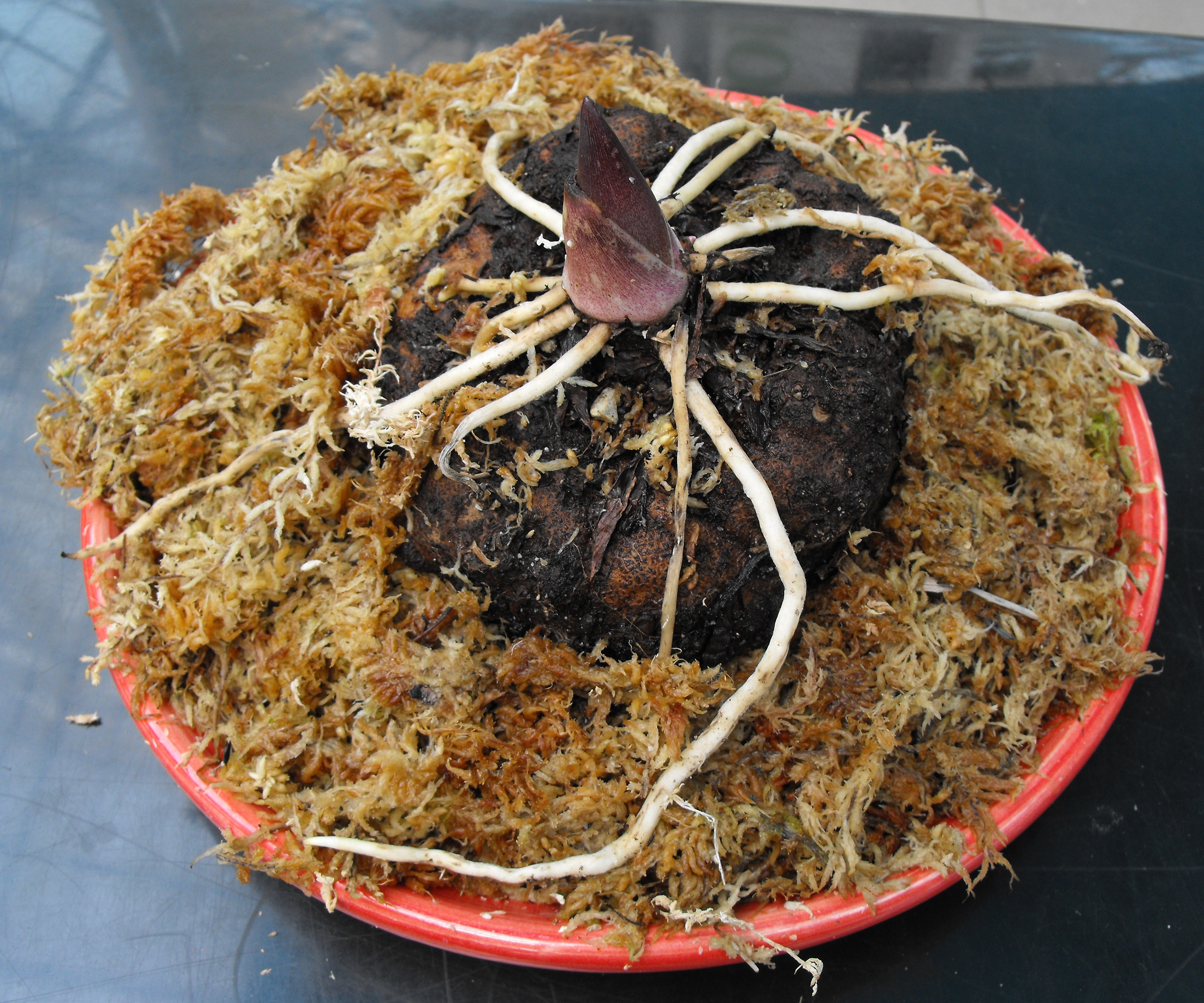
球莖。
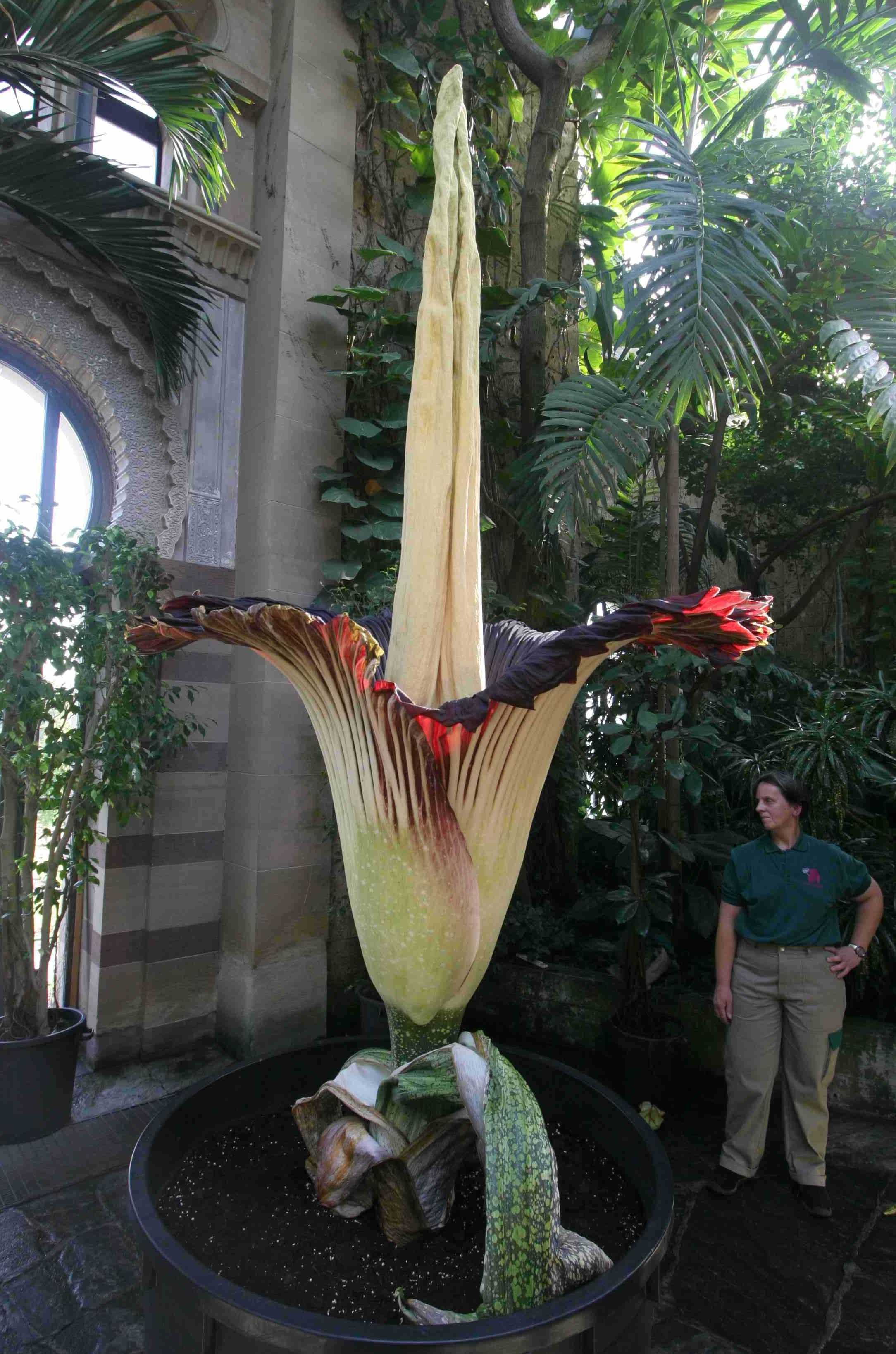